# Liste der Geotope im Landkreis Gifhorn
Die Liste der Geotope im Landkreis Gifhorn enthält die Geotope im Landkreis Gifhorn in Niedersachsen. Einige dieser Geotope stehen zugleich als Naturdenkmal (ND), Landschaftsschutzgebiet (LSG), Naturschutzgebiet (NSG) oder Teil von diesen unter Schutz.
| Geotop-Nr. | Bezeichnung                                                  | Ort                                                          | Bemerkung | Koordinaten                      | Bild                              |
| ---------- | ------------------------------------------------------------ | ------------------------------------------------------------ | --- | -------------------------------- | --------------------------------- |
| 3129/03    | Erdfall "Bullenkuhle"                                        | ca. 1,4 km westlich Bokel                                    | Geotoptyp: Erdfall. Länge 100 m, Breite 80 m. Stratigraphie: Quartär. Petrographie: ein mit Moor bedeckter Erdtrichter. | 52° 48′ 46,8″ N, 10° 31′ 1,2″ O  | weitere Bilder                    |
| 3628/01    | Dünengebiet mit Torflöchern                                  | S der Bahnlinie zwischen Müden und Wilsche                   | Dünengebiet. Stratigraphie: Quartär-Holozän. Petrographie: aus gelben und braunen Feinsanden. Geologische Region: Obere Allerniederung. | 52° 30′ 7,9″ N, 10° 22′ 43,3″ O  |                                   |
| 3629/01    | Talsande des Weichselglazials (Gifhorner Heide)              | ca. 1 km W Gifhorn                                           | Dünengebiet. Länge 900 m, Breite 300 m. Stratigraphie: Quartär-Holozän. Petrographie: stark bewegtes Dünengelände mit örtlich vermoorten Dünentälern am Rande der Aller-Niederung. Naturschutzgebiet NSG-LÜ 013 "Gifhorner Heide".                  | 52° 28′ 10,9″ N, 10° 30′ 13,3″ O | Gifhorner Heide                   |
| 3630/01    | Hoch- und Niedermoor "Vogelmoor"                             | ca. 1 km N Barwedel                                          | Hochmoor, Niedermoor. Fläche 129,8 ha. Stratigraphie: Quartär-Holozän. Petrographie: Hochmoormächtigkeit von 1–2 cm, Niedermoor setzt sich aus stark zersetzten Seggen- und Erlen-Bruchwaldtorf zusammen. Naturschutzgebiet NSG-BR 026 "Vogelmoor". | 52° 32′ 3,1″ N, 10° 45′ 36″ O    | weitere Bilder                    |
| 3431/01    | Kleines Giebelmoor                                           | westlich Kaiserwinkel, Gemeindefreies Gebiet Giebel          | Moor. Länge 1100 m, Breite 350 m. Stratigraphie: Quartär-Holozän. Petrographie: 1–2 cm mächtiger Seggentorf. Im Naturschutzgebiet NSG BR 016 "Giebelmoor".                                                                                          | 52° 31′ 24,6″ N, 10° 56′ 13,2″ O | Birkenbruch im Kleinen Giebelmoor |
| 3431/02    | Quellige Wiesen mit artesischen Quellen mit Schüttungskegeln | gegenüber dem Hof Holzmühle, ca. 1,2 km SW Tülau-Fahrenhorst | Quelle. Länge 70 m, Breite 150 m. Zwei ca. 200 m voneinander entfernt gelegene artesische Quellen, die in die kleine Aller entwässern. | 52° 33′ 47,5″ N, 10° 51′ 37,1″ O |                                   |
| 3431/03    | Großes Giebelmoor                                            | ca. 2 km SW Kaiserwinkel, Gemeindefreies Gebiet Giebel       | Moor. Länge 900 m, Breite 1700 m, Fläche: 670,0 ha. Stratigraphie: Quartär-Holozän. Im Naturschutzgebiet NSG BR 016 "Giebelmoor". | 52° 30′ 14,8″ N, 10° 56′ 1,7″ O  | Großes Giebelmoor                 |